# A9-es autópálya (Horvátország)
Az A9 autópálya (horvátul: Autocesta A9) észak-déli irányban köti össze a szlovén határnál fekvő Plovanija települést a félsziget legnagyobb városával Pólával. Az autópálya része az isztriai Y gyorsforgalmi úthálózatnak, mivel a Kanfanar település mellett találkozik a Fiume felé menő A8-as autópályával. Építése 1988-ban kezdődött és 2011-ben fejeződött be. Része az E751-es európai útnak. Az autópályán útdíjat kell fizetni.

## Története
Az út első megjelenése 1968-ban kezdődött, amikor a Horvát Parlament támogatta egy Isztria fejlődését elősegítő modern út építését. Ezt követően kezdődött meg az Učka alagút építése 1976-ban, amelyet 1981-ben át is adtak. Az Y alakú, úthálózata területrendezési tervekben való kijelölésével alakult ki az A9-es autópálya és az A8-as gyorsforgalmi út nyomvonala, amelynek célja Isztria és Fiume összekötése volt.
Az A9-es autópálya-építési munkálatok megkezdésére 1988-ban került sor. Az első szakasz megnyitása 1991-ben történt Medaki és Kanfanar között 7,4 km-en. A második szakasz 6,2 km-es szakasz Buje és Nova Vas között 1992-ben került átadásra. Az elkészült félautópálya hossza mindössze 13,6 km volt. Finanszírozás hiánya és az időközben zajló délszláv háború hátráltatta a továbbépítését. 1995-ben a Bina Istria nevű vállalkozás kapta meg a 32 éves koncessziós jogot a beruházásra beleértve az isztriai Y A8-as autópályájával együtt. 
1997 és 1999 között elkészült a Medaki - Vodnjan szakasz. 2003-ban kezdték építeni és 2005-ben készült el az Umag - Medaki közötti pálya. Vodnjan - Póla hiányzó utolsó útszakasz építését 2005 kezdték meg és a következő évben át is adták a forgalomnak. 2006-ra végül is elkészült a teljes 78,3 km-es szakaszon a 2x1 sávos útpálya, a különszintű autópálya csomópontokkal és a távlati autópályává fejlesztés lehetőségével.
2008-ban kezdődött el 2x2 sávos autópályává fejlesztése mindkét oldalon leállósávval. Az autópályát 2011 június 14-én adták át, amit pár nappal később A8-A9 csomóponttól az A8-as autópálya Pazinig tartó szakaszával egészült ki. 
Az isztriai autópálya legjelentősebb műtárgya a Mirna híd, amely a Mirna folyó felett ível 1378 m hosszan, 21 pilonon, 30 m-es legnagyobb magasságban. A műtárgy autópályává bővítésének az 552 m hosszú Limska Draga viadukttal együtt 2014-re fejeződött volna be, azonban ezt idáig nem pótolták.
Az északi végén a szlovén határ felé hiányzó utolsó autópálya szakasz megépítésének feltétele a határellenőrzés 2023-as megszűntét követően és szlovén oldalon hiányzó H5-ös gyorsforgalmi út (szlovénül: Hitra cesta H5) kiépítése Koper felé.

## Fenntartása
A Bina Istria vállalat 32 éves koncessziós joga alapján végzi az autópálya üzemeltetését 2027-ig.

## Európai útszámozás
| Szám | Útvonal              |
| ---- | -------------------- |
|      | / Umag - Póla (Pula) |

## Galéria

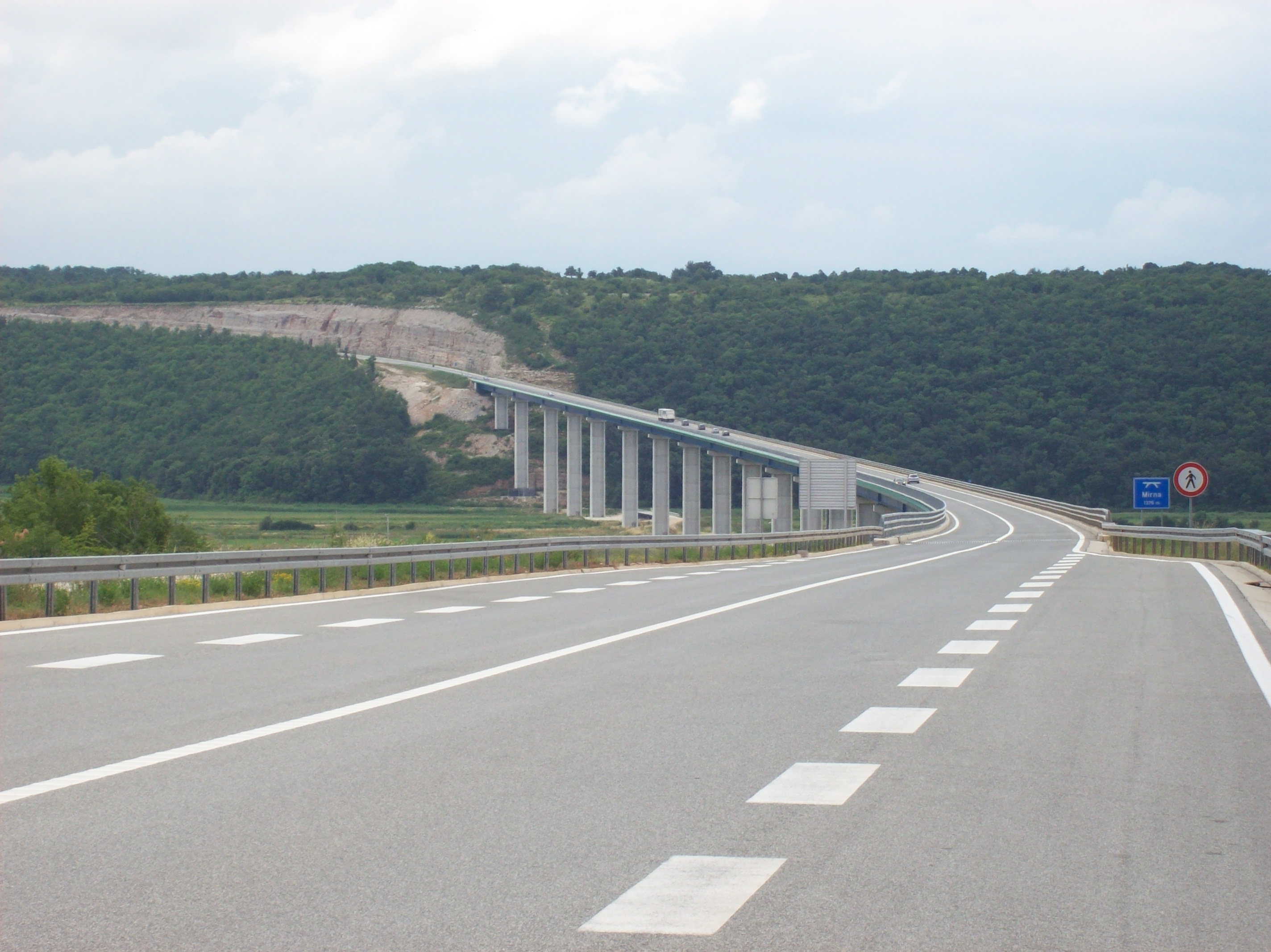
Mirna híd
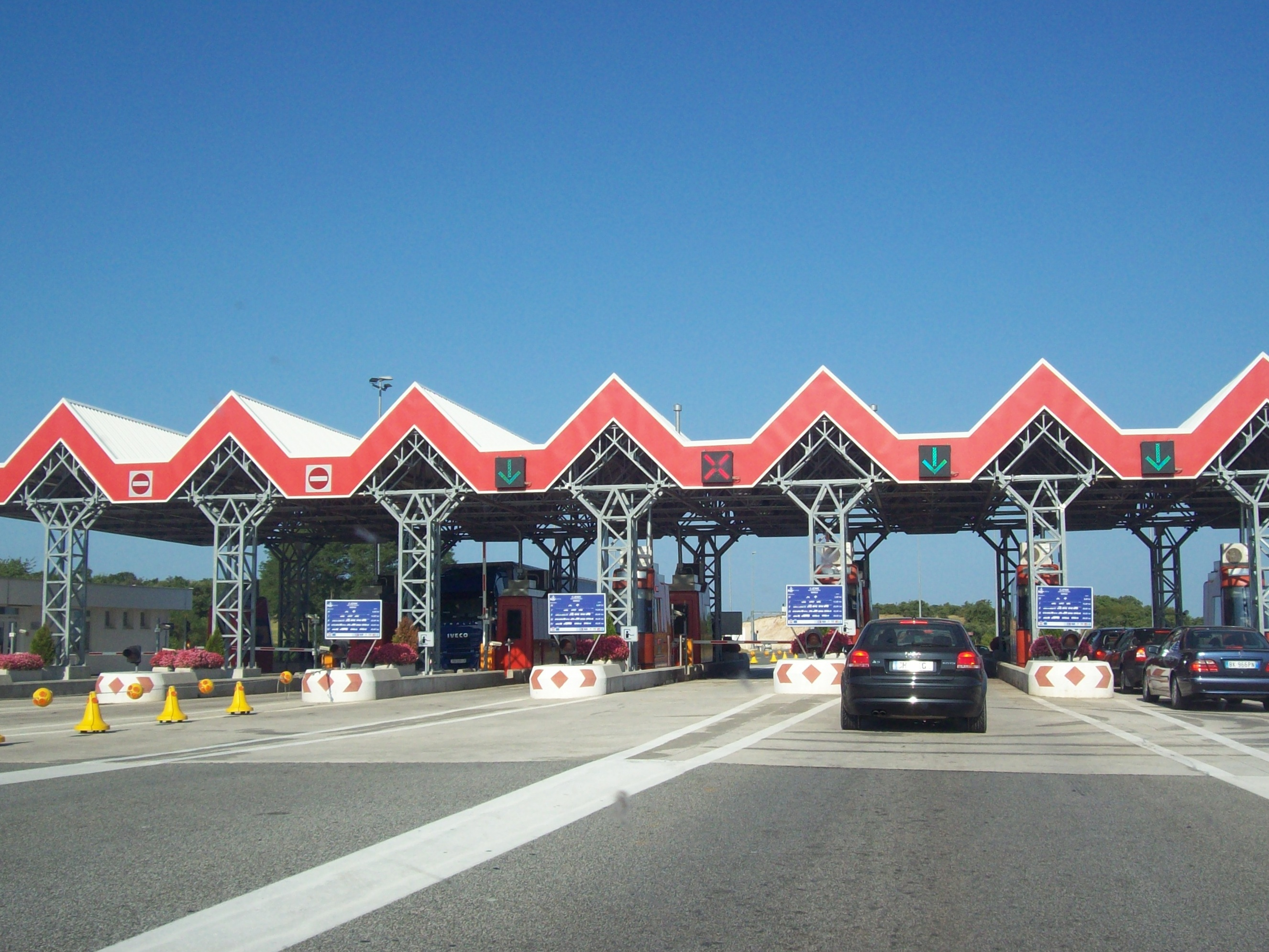
Díjfizető kapu (2009)
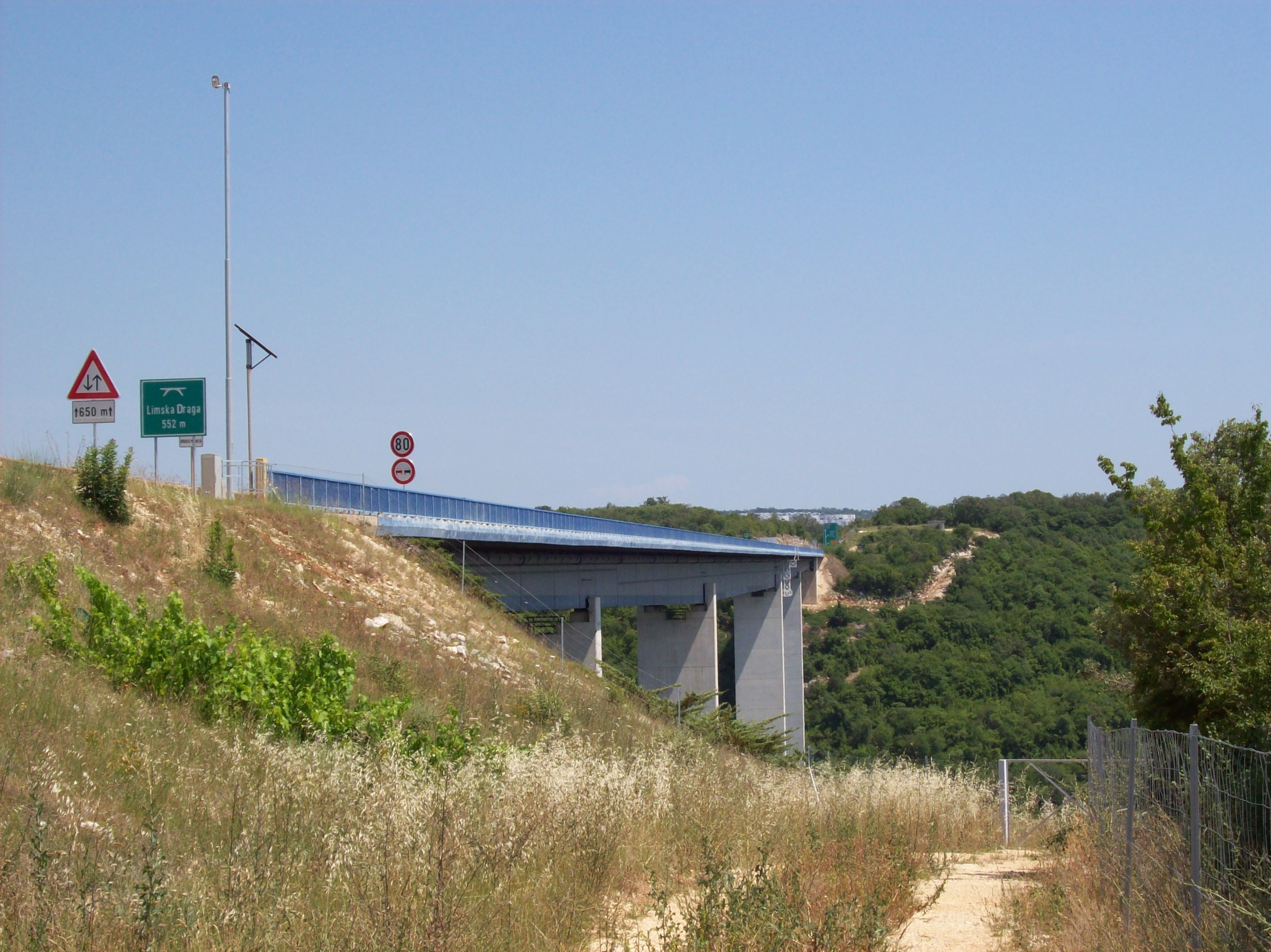
Limska Draga viadukt

## Díjfizetés
Az elkészült útpálya a műtárgyakkal együtt fizetős, kapus díjfizető rendszerrel ellátva.

## Fordítás
- Ez a szócikk részben vagy egészben a A9 (Croatia) című angol Wikipédia-szócikk fordításán alapul.  Az eredeti cikk szerkesztőit annak laptörténete sorolja fel. Ez a jelzés csupán a megfogalmazás eredetét és a szerzői jogokat jelzi, nem szolgál a cikkben szereplő információk forrásmegjelöléseként.

## Külső hivatkozások
- Az A9 autópálya kijáratainak a listája
- HAC